# رزتاون
رزتاون (به انگلیسی: Rosetown) یک منطقهٔ مسکونی در کانادا است که در ساسکاچوان واقع شده‌است. رزتاون ۱۲٫۱۴ کیلومتر مربع مساحت و ۲٬۴۵۱ نفر جمعیت دارد.